# Четырман (село)
Четырман (баш. Сытырман) — село в Янаульском районе Башкортостана. Входит в Ямадинский сельсовет.

## Географическое положение
Расположено на речке Байман. Расстояние до:
- районного центра (Янаул): 29 км,
- центра сельсовета (Ямады): 3 км,
- ближайшей ж/д станции (Янаул): 29 км.

## История
Деревня основана ясачными удмуртами, перешедшими впоследствии в сословие тептярей, на вотчинных землях башкир Урман-Гарейской волости Казанской дороги, известна с 1627 года.
В 1748 году насчитывалось 26 душ ясачных удмуртов. В 1795 году население — 133 человека обоего пола, перешедших в сословие тептярей, в 1816 году — 140 человек в 24 дворах, в 1834 году — 222 жителя.
В 1842 году 37 дворов имели 811 десятин пашни, а также 147 лошадей, 193 коровы, 173 овцы, 104 козы. Было 3 водяные мельницы. В 1859 году — 372 жителя в 50 дворах, все тептяри.
В 1870 году — деревня Четырманова 2-го стана Бирского уезда Уфимской губернии, 62 двора и 396 жителей (202 мужчины и 194 женщины), из них 362 удмурта и 34 тептяря. Жители занимались сельским хозяйством, пчеловодством, лесопилением, извозом.
В 1896 году в деревне Кызылъяровской волости VII стана Бирского уезда — 102 двора, 653 жителя (340 мужчин, 313 женщин), торговая лавка.
По данным переписи 1897 года в деревне проживало 649 жителей (329 мужчин и 320 женщин), из них 594 были язычниками.
В 1906 году — 738 жителей, земская школа, водяная мельница, 3 бакалейные лавки. 
В 1920 году по официальным данным в деревне той же волости был 142 двора и 690 жителей (328 мужчин, 362 женщины), по данным подворного подсчета — 582 удмурта, 186 татар и 12 русских в 143 хозяйствах. В 1926 году деревня относилось к Бирскому кантону Башкирской АССР.
В 1930–51 годах существовал Четырмановский сельсовет.
В 1939 году население села составляло 457 жителей, в 1959 году — 417.
В 1982 году население — около 270 человек.
В 1989 году — 234 человека (96 мужчин, 138 женщин).
В 2002 году — 215 человек (89 мужчин, 126 женщин), удмурты (47 %) и башкиры (31 %).
В 2010 году — 188 человек (83 мужчины, 105 женщин).

## Население
| 2002 | 2009 | 2010 |
| ---- | ---- | ---- |
| 215  | ↗216 | ↘188 |

## Известные уроженцы
- Насибуллин, Риф Шакрисламович — выдающийся удмуртский лингвист-диалектолог, исследователь диалектной лексики удмуртского языка, поэт-переводчик (с удмуртского, татарского, башкирского языков), литературный критик.